# Hans Kazàn
Hans Mulders, bekend als Hans Kazàn, (Den Haag, 25 maart 1953) is een Nederlands goochelaar en televisiepresentator.

## Biografie
Kazàn werd geboren als Hans Mulders. Hij raakte geïnteresseerd in goochelen toen hij van een kraamverzorgster in Nijmegen een trucje met lucifers leerde. Later, op zijn negende, kreeg hij een goocheldoos van Sinterklaas. Hij schreef zich in bij een goochelclub en moest een artiestennaam opgeven. Hij nam 'Ka' van Fred Kaps, 'zan' van de Italiaanse goochelaar Remo Inzani en het accent op de tweede a om niet op een hondennaam te lijken. Sindsdien heeft hij zich altijd van deze naam bediend, ook op school. Hij heeft zijn achternaam officieel laten wijzigen in Kazàn.
Tijdens het wereldkampioenschap goochelen dat in 1973 in Parijs werd gehouden wist hij in de categorie illusionisme de derde prijs te behalen. Door zijn optreden vanaf 1978 voor de Nederlandse televisie werd hij populair: eerst als goochelaar in het programma Ren je Rot, later als presentator van De Blufshow. Zijn tv-rubriek Goochel mee met Hans Kazàn, halverwege jaren tachtig, leidde tot bedreigingen van vakgenoten. Kazàn was begin jaren negentig te zien als quizmaster in Prijzenslag bij RTL en presenteerde later dat decennium bij die commerciële omroep zijn eigen goochelshows. Hij zette zijn goochelprogramma na de millenniumwisseling samen met Magic Unlimited, bestaande uit zoons Oscar en Renzo en schoondochter Mara, voort bij de TROS. Zijn zoon Steven is ook in het theatervak actief, maar dan als komiek.
Kazàn treedt op in theaters en op festivals, is dagvoorzitter en spreker. Hij trad op bij de Zwarte Cross, Oranjebitter festival en in 2019 bij Lowlands. In 2021 werd de Fred Kaps ring aan hem toegekend.
In het kader van Kazàns 50-jarig artiestenjubileum werd hij op 26 maart 2023 benoemd tot Ridder in de Orde van Oranje-Nassau en werd zijn biografie, geschreven door Michel van Zeist, gepresenteerd.

## Privé
- Jarenlang woonde Kazàn in het Overijsselse Bathmen, maar in 1999 verhuisde hij samen met zijn vrouw naar Zuid-Spanje om zich te vestigen in Marbella. In 2006 opende hij het Magic Palace in Torremolinos. Omdat de belangrijkste investeerder zich terugtrok sloot de zaak begin 2007.
- In 2008 deed Kazàn samen met zijn gezin mee aan Groeten uit de Rimboe en Groeten Terug.